# Пам'ятник Тотлебену
Пам'ятник Е. І. Тотлебену — пам'ятник російському військовому інженеру, генералу Едуарду Тотлебену встановлений 5 (18 серпня) 1909 року в Севастополі, на початку Історичного бульвару. Монумент споруджено за проектом скульптора І. М. Шредера, який використовував ескізи художника О. О. Більдерлінга.

## Опис

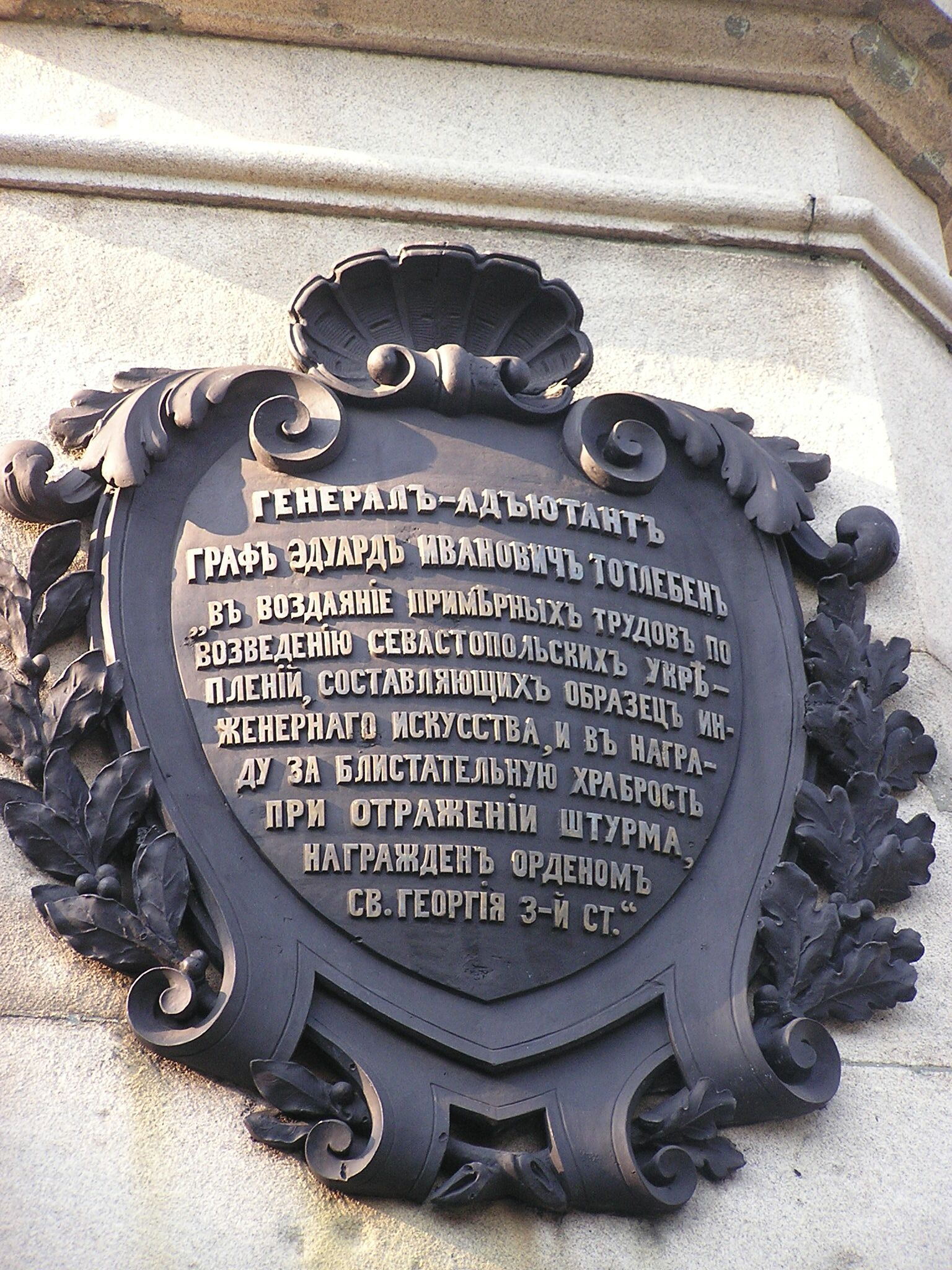
фрагмент з написом

У центрі складного, широкого біля основи діоритового стилобату підноситься пілон, на якому встановлено фігуру Тотлебена, з оголеною головою. На стилобаті, навколо пілона, відтворено частину бастіону з мінною галереєю, розміщені фігури шести воїнів — представників різних родів військ, що билися на севастопольських бастіонах. З північної сторони на п'єдесталі напис: «Тотлебен», а на стилобаті позначення: «1854 — Оборона Севастополя — 1855». З південного боку пам'ятника на картуші відтворено текст наказу про нагородження Е. І. Тотлебена орденом Святого Георгія 3-го ступеня. Нижче — барельєф карти оборонних споруд Севастополя. Постамент виконаний із сірого граніту, скульптури, деталі бастіону, карта укріплення — з бронзи.
Загальна висота пам'ятника — 13,75 м. Висота скульптури Тотлебена — 5,3 м.

## Історія
В 1901 році проект пам'ятника Тотлебену затвердили, в Петербурзі. На заводі Морана французький підданий Г. А. Гонах приступив до відливання бронзових частин монумента, а в 1903 році почалися будівельні роботи під наглядом інженер-полковника О. І. Енберга. Але внаслідок розпочатої російсько-японської війни і революційних подій 1905 року в Севастополі відклали відкриття пам'ятника до серпня 1909 року. 
Урочиста церемонія відкриття відбулася 5 (18 серпня). О восьмій годині ранку гарматні постріли з фортечних гармат на Північній стороні сповістили про її початок. Командував всім генерал від кавалерії О. В. Кульбарс — командувач Одеським військовим округом. У почесній варті стояли солдати Севастопольського кріпосного батальйону, одягнені у форму часів Кримської війни.
Під час радянсько-німецької війни снарядом відбило голову фігури Тотлебена, осколки посікли постамент і стилобат. При обстеженні пам'ятника нарахували понад п'ятдесят пробоїн тільки в його бронзовій частині. У 1945 році пам'ятник реставрували під керівництвом московського скульптора Л. М. Писаревського, який служив у той час на Чорноморському флоті. За архівними фотографіями виготовили макет голови. Відлиття з бронзи проводилися в Севастополі на механічному заводі. Керував ними головний інженер заводу М. Т. Бакай, виконали їх майстри-ливарники К. П. Федотов і Н. П. Федоров. Найскладнішою виявилася установка відлитої голови на збережену фігуру. З встановлених лісів Писаревський встановив голову на збережений тулуб монумента і, підігнавши, закріпив її.